# 凯茜·鲍尔德
凯茜·鲍尔德（英語：Kathy Bald，1963年12月19日—），加拿大女子游泳运动员。她曾代表加拿大参加1983年泛美运动会游泳比赛，获得一枚金牌、二枚银牌和一枚铜牌。她也曾参加1988年夏季奥运会。